# Coelotes rhododendri
Coelotes rhododendri är en spindelart som beskrevs av Brignoli 1978. Coelotes rhododendri ingår i släktet Coelotes och familjen mörkerspindlar.
Artens utbredningsområde är Turkiet. Inga underarter finns listade i Catalogue of Life.